# Temporada 1983-84 de los Chicago Bulls
La temporada 1983-84 fue la decimoctava de los Chicago Bulls en la NBA. La temporada regular acabaron con 27 victorias y 55 derrotas, ocupando la décima posición de la Conferencia Este, no logrando clasificarse para los playoffs.

## Elecciones en elDraft
| Ronda | Puesto | Jugador        | Posición  | Nacionalidad   | Universidad          |
| ----- | ------ | -------------- | --------- | -------------- | -------------------- |
| 1     | 5      | Sidney Green   | Ala-Pívot | Estados Unidos | UNLV                 |
| 2     | 25     | Sidney Lowe    | Base      | Estados Unidos | North Carolina State |
| 2     | 29     | Larry Micheaux | Ala-Pívot | Estados Unidos | Houston              |
| 4     | 75     | Ron Crevier    | Pívot     | Canadá         | Boston College       |

## Temporada regular
| División Central    | División Central | División Central | División Central | División Central | División Central | División Central | División Central | División Central |
| Equipo              | G                | P                | %                | PD               | Casa             | Fuera            | Div              |                  |
| ------------------- | ---------------- | ---------------- | ---------------- | ---------------- | ---------------- | ---------------- | ---------------- | ---------------- |
| y-Milwaukee Bucks   | 50               | 32               | .610             | –                | 30–11            | 20–21            | 19–10            |                  |
| x-Detroit Pistons   | 49               | 33               | .598             | 1                | 30–11            | 19–22            | 21–8             |                  |
| x-Atlanta Hawks     | 40               | 42               | .488             | 10               | 31–10            | 9–32             | 16–14            |                  |
| Cleveland Cavaliers | 28               | 54               | .341             | 22               | 23–18            | 5–36             | 11–19            |                  |
| Chicago Bulls       | 27               | 55               | .329             | 23               | 18–23            | 9–32             | 10–20            |                  |
| Indiana Pacers      | 26               | 56               | .317             | 24               | 20–21            | 6–35             | 12–18            |                  |

## Estadísticas
| Rk | Jugador           | Edad | P  | PT | MP   | TC  | TCI  | %TC  | T3  | T3I | %T3  | TL  | TLI | %TL  | RO  | RD  | RT   | AS  | RB  | TAP | BP  | FP  | PTS  |
| -- | ----------------- | ---- | -- | -- | ---- | --- | ---- | ---- | --- | --- | ---- | --- | --- | ---- | --- | --- | ---- | --- | --- | --- | --- | --- | ---- |
| 1  | Dave Greenwood    | 26   | 78 | 76 | 34.8 | 4.7 | 9.7  | .490 | 0.0 | 0.0 | .000 | 2.7 | 3.7 | .737 | 2.7 | 7.3 | 10.1 | 1.8 | 0.9 | 0.9 | 1.9 | 3.4 | 12.2 |
| 2  | Orlando Woolridge | 24   | 75 | 74 | 33.9 | 7.6 | 14.5 | .525 | 0.0 | 0.0 | .500 | 4.0 | 5.7 | .715 | 1.7 | 3.2 | 4.9  | 1.8 | 0.9 | 0.8 | 2.5 | 3.4 | 19.3 |
| 3  | Dave Corzine      | 27   | 82 | 82 | 32.6 | 4.7 | 10.0 | .467 | 0.0 | 0.1 | .333 | 2.8 | 3.4 | .840 | 2.1 | 5.0 | 7.0  | 2.5 | 0.7 | 1.5 | 2.1 | 2.8 | 12.2 |
| 4  | Quintin Dailey    | 23   | 82 | 42 | 29.9 | 7.1 | 15.0 | .474 | 0.0 | 0.4 | .125 | 3.9 | 4.8 | .811 | 0.7 | 2.1 | 2.9  | 3.1 | 1.3 | 0.1 | 2.7 | 2.7 | 18.2 |
| 5  | Ennis Whatley     | 21   | 80 | 73 | 27.0 | 3.3 | 7.0  | .469 | 0.0 | 0.0 | .000 | 1.8 | 2.5 | .730 | 0.8 | 1.7 | 2.5  | 8.3 | 1.5 | 0.2 | 3.4 | 2.8 | 8.4  |
| 6  | Mitchell Wiggins  | 24   | 82 | 40 | 25.9 | 4.9 | 10.9 | .448 | 0.1 | 0.4 | .241 | 2.6 | 3.5 | .742 | 1.7 | 2.3 | 4.0  | 2.3 | 1.3 | 0.1 | 1.7 | 3.4 | 12.4 |
| 7  | Rod Higgins       | 24   | 78 | 6  | 20.2 | 2.5 | 5.5  | .447 | 0.0 | 0.3 | .045 | 1.4 | 2.0 | .724 | 1.1 | 1.5 | 2.6  | 1.5 | 0.6 | 0.4 | 1.0 | 2.1 | 6.4  |
| 8  | Reggie Theus      | 26   | 31 | 5  | 19.4 | 3.0 | 7.6  | .388 | 0.1 | 0.5 | .200 | 2.7 | 3.5 | .778 | 0.7 | 0.8 | 1.5  | 4.6 | 0.7 | 0.1 | 1.9 | 2.5 | 8.7  |
| 9  | Steve Johnson     | 26   | 31 | 9  | 19.2 | 3.6 | 6.4  | .571 | 0.0 | 0.0 |      | 2.1 | 3.5 | .582 | 2.2 | 3.2 | 5.4  | 0.6 | 0.5 | 0.7 | 1.9 | 3.8 | 9.4  |
| 10 | Ronnie Lester     | 25   | 43 | 3  | 16.0 | 1.8 | 4.4  | .415 | 0.0 | 0.1 | .200 | 1.7 | 2.0 | .862 | 0.5 | 0.6 | 1.1  | 3.9 | 0.7 | 0.1 | 1.7 | 1.4 | 5.4  |
| 11 | Sidney Green      | 23   | 49 | 0  | 13.6 | 2.0 | 4.7  | .439 | 0.0 | 0.0 |      | 1.1 | 1.6 | .714 | 1.2 | 2.4 | 3.6  | 0.5 | 0.4 | 0.3 | 1.2 | 2.6 | 5.2  |
| 12 | Jawann Oldham     | 26   | 64 | 0  | 13.6 | 1.7 | 3.4  | .505 | 0.0 | 0.0 |      | 0.6 | 1.0 | .591 | 1.2 | 2.5 | 3.6  | 0.5 | 0.2 | 1.2 | 1.3 | 2.2 | 4.0  |
| 13 | Wallace Bryant    | 24   | 29 | 0  | 10.9 | 1.8 | 4.6  | .391 | 0.0 | 0.0 |      | 0.5 | 1.1 | .424 | 1.3 | 1.5 | 2.8  | 0.4 | 0.3 | 0.4 | 0.6 | 1.7 | 4.1  |